# Шахнер, Франц
Франц Шахнер (нем. Franz Schachner; 20 июля 1950, Лицен, Австрия) — австрийский саночник, выступавший за сборную Австрии в середине 1970-х годов. Принимал участие в двух зимних Олимпийских играх, наиболее успешными для него оказались игры 1976 года в Инсбруке, где спортсмен выиграл бронзовую медаль в программе мужских парных заездов. На играх 1972 года в Саппоро смог подняться лишь до девятой позиции.
Франц Шахнер два раза становился призёром чемпионатов мира, в его послужном списке две награды бронзового достоинства (1974, 1975) — обе получил за состязания между мужскими двойками. Спортсмен один раз удостаивался подиума чемпионатов Европы, принеся в копилку национальной команды Австрии и бронзу (1974) — тоже в программе мужских одиночных заездов. Наибольших успехов добился выступая в паре с Рудольфом Шмидом.